# Апраксино (Мордовия)
Апра́ксино — село, центр сельской администрации Апраксинского сельского поселения в Чамзинском районе Мордовии.

## География
Расположено на реке Нуе, в 11 км от районного центра Чамзинка, в 55 км до областного центра Саранск и 8 км от железнодорожной станции Нуя.

## Название
Название-антропоним: владельцами села были Апраксины, служилые люди с Атемарской засечной черты, о чём сообщено в «Атемарской десятне 1669—1670 года», что «Артемий Иванов сын Апраксин верстался по Атемару по 150 году, а оклад ему учинён 250 четей». Изначально село называлось Карсаковка (Касарорскова Гарту).

## История
Имеются упоминания о селе ещё в летописях XIII века, рассказывающих о походе эрзянского князя Пургаза (тогда село называлось Карсаковкой). В то время оно было небольшой деревушкой.
Первый храм в селе появился или в конце XVIII, или в начале XIX века. На месте алтаря этого храма в конце XIX века была поставлена каменная часовня.
В 1780 году, при создании Симбирского наместничества, Касарорскова Гарту, мастеровых людей, из Саранского уезда вошла в состав Котяковского уезда. С 1796 года — в Ардатовском уезде Симбирской губернии.
В «Списке населённых мест Симбирской губернии» (1859) село Апраксино во 2-м стане Ардатовского уезда — село владельческое, состоящее из 35 дворов, с населением в 190 мужчин и 197 женщин, имелось: церковь православная, ярмарка, базар. Рядом с селом были д. Кочержинка и д. Карсаковка.
Население Апраксина традиционно занималось земледелием, животноводством, ремёслами, промыслами, торговлей. Интенсивное экономическое и культурное развитие села отмечается с 1718 года, когда бывший сенатор, граф П. М. Апраксин начал здесь строительство усадьбы (памятник истории XVIII века): несколько каменных домов, в которых разместились купеческие лавки, земская власть, банк, церковь, молельный дом; открыты школа (1869), почтовое отделение, волостное правление, потребительский кооператив (1898), созданы предприятия по переработке сельскохозяйственной продукции — 4 мукомольные мельницы, пекарни. Весной и осенью в Апраксине проводились ярмарки, до 1960-х годов работал еженедельный базар.
На 1900 год в селе было два храма: холодный и тёплый. Холодный храм — деревянный, построен прихожанами в 1887 году; престолов в нём три: главный — в честь Казанской иконы Божией Матери, в правом приделе — в честь Покрова Пресвятые Богородицы и в левом — во имя Святителя и Чудотворца Николая. Тёплый храм, деревянный, построен прихожанами в 1884 году; престол в нём — во имя преп. Алексия, человека Божия. Близ храма есть каменная часовня. Прихожан на 1900 год: в с. Апраксино (н. р.; волост. правл.; почт, станц.) в 61 дворе: 242 м и 263 ж.; В советское время храмы были уничтожены. Приход восстановлен. Служба проводится в приспособленном помещении, освященном в память о прежнем приделе как Никольская церковь.
В 1913 году в Апраксине насчитывалось 109 дворов (748 чел.).
В 1929 году был создан совхоз «Красный свиновод», позже — имени 50-летия ВЛКСМ; с 1999 года — ГУП «Совхоз имени 50-летия ВЛКСМ», специализировался на производстве товарной свинины и молока.
До 2004 года в Апраксинскую сельскую администрацию входили: с. Наченалы (302 чел.; родина заслуженного учителя школы РСФСР М. Н. Алеевой и заслуженного врача РСФСР Н. А. Алеева), д. Карсаковка-1 (13 чел.), Карсаковка-2 (11), Обуховка (12), Семёновка (11), Тёпловка (3 чел.).
С 2005 года — административный центр Апраксинского сельского поселения.

## Население
| 1913 | 2001  | 2002 | 2010 |
| ---- | ----- | ---- | ---- |
| 748  | ↗1006 | ↘935 | ↘908 |

Национальный состав
Население в 2001 году преимущественно русское. Согласно результатам переписи 2002 года в этнической структуре населения Апраксина Апраксинского сельсовета преобладали национальности: русские (63%), мордва (36%).

## Инфраструктура
Средняя школа, Дом культуры, несколько магазинов, отделения связи и Сбербанка, медпункт и аптека. Село газифицировано, соединено с районным центром асфальтовой дорогой.

## Памятники и памятные места
Объекты культурного наследия Российской Федерации
 Объект культурного наследия народов РФ регионального значения. Рег. № 131711058690005 (ЕГРОКН). Объект № 1300455000 (БД Викигида) Обелиск воинам-землякам, погибшим в годы Великой Отечественной войны 1941—1945 гг..
Археология
- Возле села — древний курган (не датирован).

## Источник
- Девяткин С.Г. Апраксино // Мордовия : Энциклопедия : в 2 т. / гл. ред. А. И. Сухарев. — Саранск : Мордовское книжное издательство, 2003. — Т. 1 (А—М). — С. 125. — 576 с. — ISBN 5-7595-1543-8.
- Апраксино (село, Чамзинский район)